# Forgive Me (cântec de Leona Lewis)
Forgive Me este cel de-al patrulea disc single extras de pe albumul de debut al cântăreței de origine engleză, Leona Lewis. În data de 3 noiembrie 2008 începe comercializarea cântecul „Forgive Me”, anticipând astfel lansarea versiunii de lux a albumului de debut, Spirit. Piesa s-a bucurat de succes în Europa, ajutând albumul de proveniență să rămână în clasamentele de specialitate pentru mai multe săptămâni consecutive.